# Luis Buñuel
Luis Buñuel Portolés (ur. 22 lutego 1900 w Calandzie, zm. 29 lipca 1983 w Meksyku) – hiszpańsko-meksykański reżyser filmowy i scenarzysta. Jedna z najwybitniejszych osobowości światowego kina.

## Życiorys
Studiował filozofię na uniwersytecie w Madrycie. Podczas studiów przyjaźnił się z Salvadorem Dalím i Federico Garcią Lorcą.
Debiutował w 1928 roku, realizując wraz z Salvadorem Dalím film Pies andaluzyjski. Większość filmów zrealizował we Francji i Meksyku.
Na początku kariery związał się z grupą surrealistów w Paryżu, co wywarło duży wpływ na jego twórczość. Większość jego filmów miała liczne odniesienia zawierające elementy surrealizmu. Pierwsze dwa filmy tworzył razem z Salvadorem Dalím, po czym ich drogi rozeszły się. Odbył potem krótki staż w Hollywood na zaproszenie jednej z wytwórni.
W czasie wojny domowej w Hiszpanii był po stronie republikanów. Po upadku republiki emigrował do USA. Tam przez pewien czas imał się różnych zajęć (m.in. pracował w Muzeum Sztuki Nowoczesnej), ale i pracował przy dubbingu i produkcji filmów dokumentalnych. Jego kariera artystyczna uległa wyraźnemu zahamowaniu. Po wojnie osiedlił się w Meksyku, gdzie po pewnym czasie na nowo rozpoczął kręcenie filmów.
W tym okresie tworzył głównie dzieła typowo komercyjne, jednak od czasu do czasu powstawały filmy nawiązujące do dawnych fascynacji reżysera. Do ważniejszych filmów tego okresu można zaliczyć Zapomniani, Wniebowstąpienie, Brutal, Zbrodnicze życie Archibalda de la Cruz, Nazarin, Viridiana, Anioł zagłady, Dziennik panny służącej, Szymon Pustelnik.
W 1967 we Francji powstał film Piękność dnia, po którym Buñuel tworzył już wyłącznie w Europie. Wtedy też powstały jego najważniejsze filmy, które uważane są powszechnie za arcydzieła.
Zasiadał w jury konkursu głównego na 7. MFF w Cannes (1954).
W 1982 wydał wspomnienia pt. Moje ostatnie tchnienie.

## Życie prywatne
Był ateistą.

## Filmografia
- Pies andaluzyjski (Un Chien Andalou), 1928
- Złoty wiek (L'Age d'Or), 1930
- Ziemia Hurdów (Las Hurdes: Tierra Sin Pan), 1933
- Hiszpania pod bronią. Madryt 36", 1937
- El Vaticano de Pio XII, 1940
- Gran Casino (Gran Casino, En el viejo Tampico), 1947
- Wielki lekkoduch (El Gran Calavera), 1949
- Zapomniani (Los olvidados), 1950
- Susana, 1951
- Kobieta bez miłości (Una mujer sin amor), 1951
- Córa oszustwa (La hija del engaño), 1951
- Wniebowstąpienie (Subida al cielo), 1952
- Brutal (El bruto), 1952
- On (Él), 1952
- Marzenia jeżdżą tramwajem (La ilusión viaja en tranvía), 1953
- Przygody Robinsona Crusoe (The Adventures of Robinson Crusoe), 1954
- Rzeka i śmierć (El río y la muerte), 1954
- Otchłanie namiętności (Abismos de pasión, Cumbres Borrascosas), 1954
- Zbrodnicze życie Archibalda de la Cruz (Ensayo de un crimen), 1955
- Jutrzenka (Cela s'appelle l'aurore), 1955
- Śmierć w ogrodzie (La mort en ce jardin), 1956
- Nazarin, 1958
- Gorączka w El Pao (La fièvre monte à El Pao), 1959
- Dziewczyna z wyspy (La joven), 1960
- Viridiana, 1961
- Anioł zagłady (El ángel exterminador), 1962
- Dziennik panny służącej (Le journal d'une femme de chambre), 1964
- Szymon Pustelnik (Simón del desierto), 1965
- Piękność dnia (Belle de jour), 1967
- Droga mleczna (La Voie Lactée), 1969
- Tristana, 1970
- Dyskretny urok burżuazji (Le charme discret de la bourgeoisie), 1972
- Widmo wolności (Le fantôme de la liberté), 1974
- Mroczny przedmiot pożądania (Cet obscur objet du désir), 1977

## Nagrody
- Nagroda BAFTA 1974: Najlepszy scenariusz za Dyskretny urok burżuazji
- Nagroda na MFF w Cannes
  - 1951: Złota Palma – najlepszy reżyser za Zapomniani
  - 1959: Nagroda Międzynarodowa – najlepszy film za Nazarin
  - 1961: Złota Palma – najlepszy film za Viridiana
- Nagroda na MFF w Berlinie 1969: Nagroda Interfilm za Droga mleczna
- Nagroda na MFF w Wenecji
  - 1965: Nagroda FIPRESCI i Nagroda Specjalna Jury za Szymon Pustelnik
  - 1967: Złoty Lew i Nagroda im. Pasinettiego za Piękność dnia